# Toszafisták

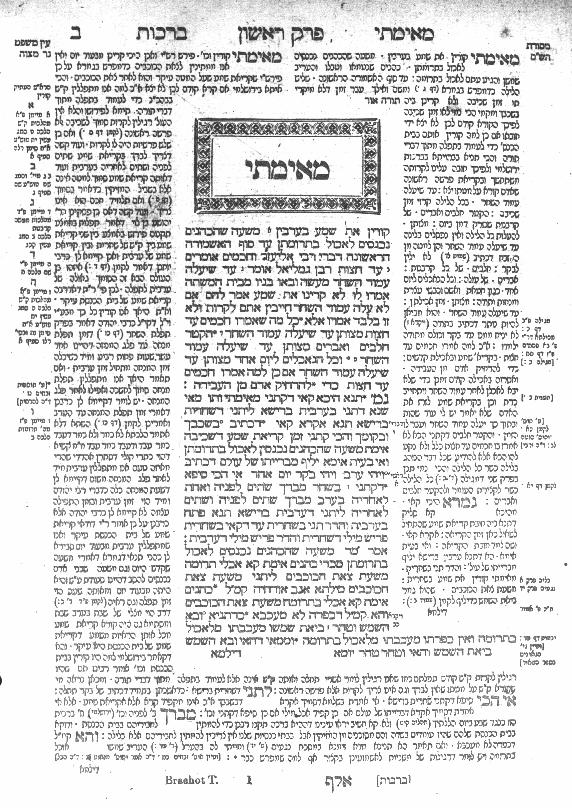
Egy tipikus Talmud oldal középen a főszöveggel, a külső hasábokon Rási (balra) és a toszafisták (jobbra) jegyzeteivel. A margókon kereszthivatkozások találhatóak.

Toszafistáknak nevezik a Rási (1040–1105) franciaországi zsidó hittudós utáni középkori zsidó Talmud-glosszátorokat.

## Történetük
A toszafisták nincsenek semmi összefüggésben a Toszeftával, jóllehet a «tósza-fosz» szó után kapták elnevezésüket. Ennek egyszerű oka az, hogy ők is glosszákat írtak, de magához a Talmudhoz. A Talmud-kiadások a toszafisták glosszáit mindig a Rási-kommentárral szemben levő margón hozzák. Az első toszafisták Rási veje és unokája voltak, és az ő Toszafoszjaik főképen kritikai megjegyzéseket tartalmaztak Rásihoz. I. Weiss kutató szerint a Toszafosz «melléklet»-et jelent, mert akárcsak a Gemára kritikai és analitikai magyarázatát adja a Misnának, úgy a Toszafószok mindkettőnek kritikai és analitikus glosszái. A Toszafosz abban is hasonlít a Gemárához, hogy szintén különböző korokban élt szerzők műve és különböző iskolák szellemét tükrözteti vissza, és éppen úgy, mint a Gemára, egy gyűjteményben van összefoglalva. Rási koráig a Talmudmagyarázók pusztán a szövegértelmezésre fektették a súlyt, de a XII. századtól a kritikai szellem az analitikus kutatás és kritikai fejtegetés terére is eljutott. Így Rási unokája, Rasbam (R. Sámuel ben Meir) a Talmudhoz írott kommentáron kívül külön glosszákat is írt. Úgy ennek, mint a későbbieknek, fősajátosságuk az erős kritikai szellem. Magát Rásit is a toszafisták szabadon korrigálták, dacára a nagy tiszteletnek, amellyel adóztak neki. A toszafisták csak a Talmud nehezebb helyeivel foglalkoztak és csak azok érthetik meg, akik a Talmudban feltétlenül járatosak, illetve annak szövegét s a rá vonatkozó vitákat már ismerik. A Toszafoszok grammatikai magyarázatokkal nem foglalkoznak. A fő toszafisták franciaországi zsidók voltak, jóllehet egyidejűleg Rási tanítványai a Német-római Császárságban is kezdtek glosszákat írni, azonban észak-franciaországiak túlsúlyban voltak.
Az első Toszafószok elvesztek; ezeknek szerzői Ram (R. Meir b. Sámuel Ramerupt) és R. Juda b. Nathan, Rási vejei voltak. A fennmaradt nagyszámú Toszafoszok közül legnevezetesebb S. Jacob ben Meir Tam-é, aki a glosszák külön stílusát is megalapította. Vele egyidőben élt német területen a másik toszafista, R. Isaac ben Aser ha-Lévi. R. Jacob Tam után a legkiválóbb toszafista volt tanítványa. R. Isaac ben Sámuel ha-Zaken Dampierreből, akinek glosszáit a «Toszafosz Jesónim» tartalmazza. R. Isaac tanítványa, R. Sámson ben Abraham de Sens (megh. 1235) elődjeiét revideálta s valamennyit a Toszafosz Sens-ben gyűjtötte össze. Őt követte Juda ben Isaac (Sir Leon) Paris, akinek a Beráchot traktátushoz írt glosszáit csak 1863-ban adták ki Varsóban.
Kiváló toszafista volt R. Sámuel ben Salomon Falaise (Sir Mozel), akinek életében az inkvizíció elégettette a Talmudpéldányok ezreit Franciaországban. Ezt követően, Rothenburgi Meir feljegyzése szerint, Salamon Falaise tisztán emlékezetére támaszkodva írta meg glosszáit a nehezebb Talmudhelyekhez. A XIII. században még a következő híresebb francia T. éltek: 
- R. Moses Evreux, aki a legtermékenyebb volt valamennyi közt, mert az egész Talmudhoz írt glosszákat, melyeket az inkvizíció a Talmudokkal együtt elégetett;
- R. Eliezer Touques, aki kompendiumot készített a sensi és evreux-i glosszákból, de írt eredeti glosszákat is, amelyeket már a könyvnyomtatás kezdő korában Soncino kinyomatott, de hangsúlyozza, hogy többen átdolgozták azokat.

A későbbi toszafisták közt a legaktívabb volt R. Perez ben Elijah Corbeil, aki elődjei glosszáit is revideálta, míg az ő munkáját tanítványai folytatták külön Toszáfószban. Németországban Baruch ben Isaac regensburgi rabbi és R. Meir Rothenburg, Italiában pedig R. Isaia Trani voltak a legjelentékenyebb toszafisták, míg Franciaországban sorrendben az utolsónak lehet számítani R. Aser ben Jeciel rabbit (1328), aki befejezte elődeinek több mint két évszázadig tartó tudományos munkásságát. Működésüknek a bigott IX. Lajos francia király az inkvizíció segélyével vetett véget. Egyéb ismert Toszafószok: az ú. n. Francia Toszafosz; a Piszke Toszefosz halachikus döntések gyűjteménye, szintén francia toszafistáktól; és a Spanyol Tosszafosz, amelyet F. Josef Colon említ responzumaiban. A kiadott Toszafoszok a következők: A Babiloni Talmud 36 traktátusához részben a Toszafosz Touques, részben a Toszafósz Sens; tizenhét traktatushoz pedig a következő toszafistáké: R. Moses Evreux, R. Abraham Sens, R. Perez ben Elijah, R. Meir Rothenburg, R. Eliezer Touques, R. Sámuel Falaise, R. Baruch ben Isaac Worms. Ezeken kívül a nagyszámú Toszafószok közül ki vannak adva még a következő: R. Aser ben Jeciel Toszafosz Ha-Ros című glosszái különböző időkben és helyeken, így Livorno 1776, 1785, és 1810, Prága 1725, Pisa 1806. Ezek az ediciók azonban csupán a szerzőnek egyes traktatusokhoz írt glosszáit adják. Egységesen valamennyit tartalmazza a Romm-féle vilnai Talmud-kiadás. Úgy R. Jeciel, mint R. Eleazar b. Juda Worms Toszafoszja Bezalel Askenázi Sittó Mekubecesz-jében is megjelent. Ugyanott található R. Isaac Bamberg Toszafószja is. Rajtuk és a fent említetteken kívül azonban más toszafistákról is említést tesznek kortársaik vagy későbbi szerzők responzumai, amelyek hivatkoznak a ma már nagyobb részt elveszett, részben kiadatlan Toszafószokra.